# Flavio Leonzio
Flavio Leonzio (latino: Flavius Leontius; fl. 354-356) è stato un militare e politico romano dell'Impero.
Sulla base dell'evidenza epigrafica, è possibile ricostruire parzialmente la sua carriera; fu vicarius, proconsole, o forse comes Orientis. È probabilmente da identificarsi col Leonzio che prese parte al processo di Fotino al sinodo di Sirmio, nel 351.
Nel 354 fu nominato quaestor sacri palatii del cesare d'Oriente Costanzo Gallo dall'imperatore Costanzo II. Il suo compito era quello di scortare il cesare da Costantinopoli alla corte imperiale di Milano, dove Gallo era stato invitato da Costanzo II per discolparsi delle accuse di malgoverno; in realtà Leonzio — assieme agli altri due ufficiali nominati a questo scopo, Lucilliano e Bainobaude — doveva evitare che Gallo, sospettato di tradimento da Costanzo, contattasse truppe a lui fedeli nel vi
aggio fino a Pola, dove venne poi preso in custodia da Barbazione, processato e ucciso.
Nel 355-356 fu praefectus urbi di Roma. Venne nominato praefectus da Costanzo per sostituire Vitrasio Orfito, travolto da una rivolta causata dalla mancanza di vino; dovette quindi sedare questa rivolta. Un'altra sommossa scoppiò con l'arresto di un popolare auriga, Filormo, nel 356, nel sedare la quale Leonzio dimostrò grande fermezza: inviò infatti alla polizia di affrontare i dimostranti, arrestandone alcuni, altri torturandoli, altri esiliandoli. Sempre nel 356 provvedette all'arresto di papa Liberio, entrato in contrasto con l'imperatore, e lo inviò a Milano.